# Lussac-les-Églises
Lussac-les-Églises, auf Okzitanisch „Luçac“, ist eine Gemeinde mit 463 Einwohnern (Stand 1. Januar 2022) in Frankreich. Sie gehört zur Region Nouvelle-Aquitaine, zum Département Haute-Vienne, zum Arrondissement Bellac und zum Kanton Châteauponsac. Die Bewohner nennen sich Lussacois.
Während der Französischen Revolution lauteten die Ortsnamen „La Patrie“ und „Lussac-la-Patrie“.

## Lage
Sie grenzt im Nordwesten an Brigueil-le-Chantre, im Norden an Coulonges, im Nordosten an Tilly, im Osten an Saint-Martin-le-Mault, im Südosten an Jouac, im Süden an Saint-Léger-Magnazeix, im Südwesten an Magnac-Laval (Berührungspunkt) und Tersannes und im Westen an Verneuil-Moustiers. Die Gemeinde wird vom Fluss Asse durchquert.

## Bevölkerungsentwicklung
| Jahr      | 1962 | 1968 | 1975 | 1982 | 1990 | 1999 | 2008 | 2013 |
| --------- | ---- | ---- | ---- | ---- | ---- | ---- | ---- | ---- |
| Einwohner | 984  | 912  | 838  | 818  | 699  | 588  | 496  | 496  |

## Söhne- und Töchter der Stadt
- Louis Balart (1887–1967), Autorennfahrer